# Karel Hoffmann (Musiker)

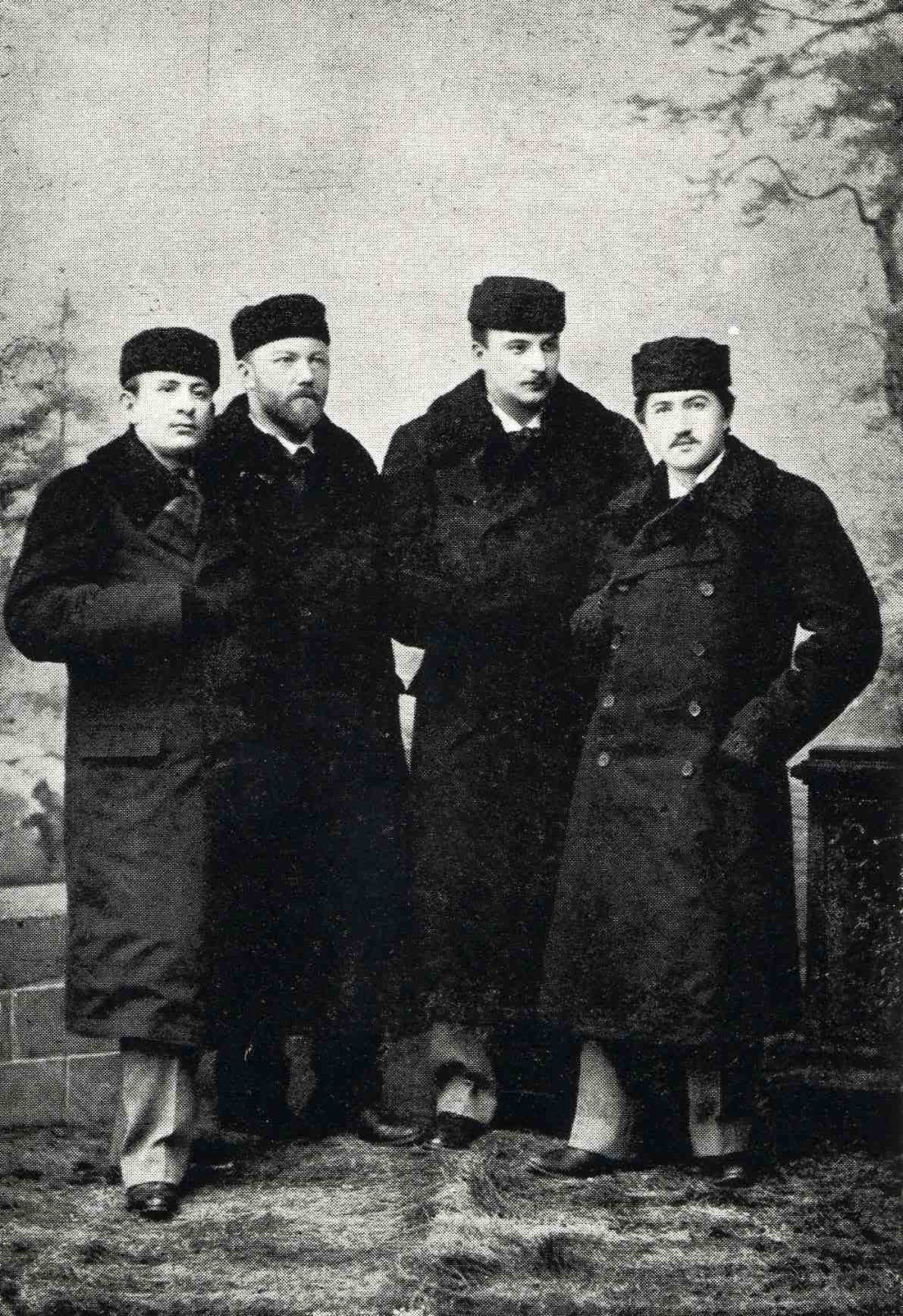
Die Mitglieder des Böhmischen Streichquartetts (von links): Karel Hoffmann, Hanuš Wihan, Oskar Nedbal and Josef Suk. (1895)

Karel Hoffmann (* 12. Dezember 1872 in Prag; † 30. März 1936 ebenda) war ein tschechischer Geiger und Musikpädagoge. 
Der jüngste Sohn eines Webers wuchs im Prager Stadtteil Smíchov auf, wo er die Volksschule besuchte und als Geiger in einer Musikkapelle zum Verdienst der Familie beitrug. 1885 wurde er an das Prager Konservatorium aufgenommen, wo er Violinschüler von Antonín Bennewitz wurde und in die Klasse für Kammermusik von Hanuš Wihan eintrat.
Er wurde 1890 Konzertmeister des Orchesters des Konservatoriums und trat 1891 mit seinen Mitschülern Josef Suk (Violine), Oskar Nedbal (Viola) und Otto Berger (Cello) als Streichquartett bei einem Konzert im Rudolfinum auf, das offiziell 1892 als Bohemian Quartet (ab 1918 Czech Quartet) gegründet wurde und eines der bedeutendsten tschechischen Kammermusikensembles seiner Zeit wurde.
Seit 1898 verfolgte Hoffmann auch eine Karriere als Violinsolist. Er feierte Triumphe in Prag, Amsterdam, den Haag und Utrecht  mit Antonín Dvořáks Violinkonzert a-Moll und führte Violinkonzerte und -sonaten von Johann Sebastian Bach, Ludwig van Beethoven, Johannes Brahms, César Franck, Claude Debussy, Josef Suk und anderen auf.  
Seit 1922 war Hoffmann Professor für Violine am Prager Konservatorium, das er 1926–27 auch als Rektor leitete. 1934 gründete er mit Ladislav Zelenka und Jan Heřman das Ceské trio, das auf Grund seines frühen Todes in dieser Besetzung nur zwei Jahre bestand.